# Svezia ai Giochi della XXIX Olimpiade
La Svezia ha partecipato ai Giochi della XXIX Olimpiade di Pechino, svoltisi dall'8 al 24 agosto 2008, con una delegazione di atleti.

## Medaglie
| Medaglia | Atleta                         | Sport       | Evento                     |
| -------- | ------------------------------ | ----------- | -------------------------- |
| Argento  | Emma Johansson                 | Ciclismo    | Corsa in linea femminile   |
| Argento  | Gustav Larsson                 | Ciclismo    | Cronometro maschile        |
| Argento  | Rolf-Göran Bengtsson           | Equitazione | Salto ostacoli individuale |
| Argento  | Simon Aspelin Thomas Johansson | Tennis      | Doppio maschile            |
| Bronzo   | Anders Ekström Fredrik Lööf    | Vela        | Star                       |

## Atletica leggera
| Gara                     | Atleta          | Batterie | Batterie | Semifinali   | Semifinali   | Finale  | Finale |
| Gara                     | Atleta          | Tempo    | Pos.     | Tempo        | Pos.         | Tempo   | Pos.   |
| ------------------------ | --------------- | -------- | -------- | ------------ | ------------ | ------- | ------ |
| 400 m maschili           | Johan Wissman   | 44"81    | 3        | 44"62        | 3            | 45"39   | 8      |
| 3000 siepi maschili      | Mustafa Mohamed |          |          | 8'17"80      | 5            | 8'20"69 | 10     |
| 100 m ostacoli femminili | Susanna Kallur  | 12"68    | 2        | non concluso | non concluso |         |        |

| Gara                            | Atleta           | Qualificazioni | Qualificazioni | Finale  | Finale |
| Gara                            | Atleta           | Misura         | Pos.           | Misura  | Pos.   |
| ------------------------------- | ---------------- | -------------- | -------------- | ------- | ------ |
| Salto in alto maschile          | Stefan Holm      | 2,29 m         | 6              | 2,32 m  | 4      |
| Salto in alto maschile          | Linus Thörnblad  | 2,20 m         | 26             |         |        |
| Salto con l'asta maschile       | Alhaji Jeng      | 5,55 m         | 14             |         |        |
| Salto con l'asta maschile       | Jesper Fritz     | 5,45 m         | 24             |         |        |
| Lancio del disco maschile       | Niklas Arrhenius | 58,22 m        | 15             |         |        |
| Lancio del giavellotto maschile | Magnus Arvidsson | 79,70 m        | 12             | 80,16 m | 11     |
| Salto in alto femminile         | Emma Green       | 1,93 m         | 13             | 1,96 m  | 9      |
| Salto in lungo femminile        | Carolina Klüft   | 6,70 m         | 5              | 6,49 m  | 9      |
| Salto triplo femminile          | Carolina Klüft   | 13,97 m        | 20             |         |        |
| Lancio del disco femminile      | Anna Söderberg   | 55,28 m        | 31             |         |        |

## Badminton
| Gara              | Atleta       | Turno 1                                  | Sedicesimi | Ottavi | Quarti | Semifinali | Finale |
| ----------------- | ------------ | ---------------------------------------- | ---------- | ------ | ------ | ---------- | ------ |
| Singolo femminile | Sara Persson | Petya Nedelcheva (Bulgaria) 10-21, 10-21 |            |        |        |            |        |

## Calcio

### Torneo femminile

#### Squadra
Allenatore:  Thomas Dennerby
| N. | Pos. | Giocatore         | Data nascita (età)    | Pres. | Reti | Squadra              |
| -- | ---- | ----------------- | --------------------- | ----- | ---- | -------------------- |
| 1  | P    | Hedvig Lindahl    | 29 aprile 1983 (25)   |       |      | Linköping            |
| 2  | D    | Karolina Westberg | 16 maggio 1978 (30)   |       |      | Umeå IK              |
| 3  | D    | Stina Segerström  | 17 giugno 1983 (25)   |       |      | KIF Örebro           |
| 4  | D    | Anna Paulson      | 29 febbraio 1984 (24) |       |      | Umeå IK              |
| 5  | C    | Caroline Seger    | 19 marzo 1985 (23)    |       |      | Linköping            |
| 6  | D    | Sara Thunebro     | 26 aprile 1979 (29)   |       |      | Djurgården           |
| 7  | D    | Sara Larsson      | 13 maggio 1979 (29)   |       |      | Linköping            |
| 8  | A    | Charlotta Schelin | 27 febbraio 1984 (24) |       |      | Kopparbergs/Göteborg |
| 9  | A    | Jessica Landström | 12 dicembre 1984 (23) |       |      | Linköping            |
| 11 | A    | Victoria Svensson | 18 maggio 1977 (31)   |       |      | Djurgården           |
| 12 | P    | Caroline Jönsson  | 22 novembre 1977 (30) |       |      | LdB Malmö            |
| 13 | C    | Frida Östberg     | 10 dicembre 1977 (30) |       |      | Umeå IK              |
| 14 | C    | Josefine Öqvist   | 23 luglio 1983 (25)   |       |      | Linköping            |
| 15 | C    | Therese Sjögran   | 8 aprile 1977 (31)    |       |      | LdB Malmö            |
| 16 | C    | Linda Forsberg    | 19 giugno 1985 (23)   |       |      | Djurgården           |
| 17 | C    | Charlotte Rohlin  | 2 dicembre 1980 (27)  |       |      | Linköping            |
| 18 | C    | Nilla Fischer     | 2 agosto 1984 (23)    |       |      | LdB Malmö            |
| 19 | A    | Hanna Ljungberg   | 8 gennaio 1979 (29)   |       |      | Umeå IK              |

#### Prima fase
| Arbitro: | Hong |

|                  |           |             |
| Xu 6’ Han D. 72’ | Marcatori | 38’ Schelin |

| Arbitro: | Ferreira-James |

|             |           |  |
| Fischer 57’ | Marcatori |  |

| Arbitro: | Kamnueng |

|                  |           |              |
| Schelin 19’, 51’ | Marcatori | 63’ Tancredi |

| Squadra   | P.ti | G | V | N | P | GF | GS | DR |
| --------- | ---- | - | - | - | - | -- | -- | -- |
| Cina      | 7    | 3 | 2 | 1 | 0 | 5  | 2  | +3 |
| Svezia    | 6    | 3 | 2 | 1 | 1 | 3  | 3  | 0  |
| Canada    | 4    | 3 | 1 | 1 | 1 | 4  | 4  | 0  |
| Argentina | 0    | 3 | 0 | 0 | 3 | 1  | 5  | -4 |

#### Seconda fase
Quarti di finale
| Arbitro: | Damková |

|  |           |                         |
|  | Marcatori | 105’ Garefrekes Laudehr |

## Canoa/kayak
| Gara               | Atleta                             | Batterie     | Batterie     | Semifinali | Semifinali | Finale   | Finale |
| Gara               | Atleta                             | Tempo        | Pos.         | Tempo      | Pos.       | Tempo    | Pos.   |
| ------------------ | ---------------------------------- | ------------ | ------------ | ---------- | ---------- | -------- | ------ |
| K1 500 m maschile  | Anders Gustafsson                  | 1'36"333     | 3            | 1'42"409   | 2          | 1'38"447 | 7      |
| K1 1000 m maschile | Markus Oscarsson                   | 3'30"044     | 3            | 3'33"906   | 3          | 3'30"198 | 6      |
| K2 1000 m maschile | Anders Gustafsson Markus Oscarsson | squalificato | squalificato |            |            |          |        |
| K1 500 m femminile | Sofia Paldanius                    | 1'51"110     | 4            | 1'53"797   | 5          |          |        |

## Canottaggio
| Gara              | Atleta         | Batterie | Batterie | Quarti/ Ripescaggi | Quarti/ Ripescaggi | Semifinali | Semifinali | Finale  | Finale       |
| Gara              | Atleta         | Tempo    | Pos.     | Tempo              | Pos.               | Tempo      | Pos.       | Tempo   | Pos.         |
| ----------------- | -------------- | -------- | -------- | ------------------ | ------------------ | ---------- | ---------- | ------- | ------------ |
| Singolo maschile  | Lassi Karonen  | 7'14"64  | 1        | 6'50"40            | 2                  | 6'57"28    | 1          | 7'07"64 | 6            |
| Singolo femminile | Frida Svensson | 7'56"39  | 2        | 7'29"29            | 2                  | 7'46"38    | 6          | 7'48"19 | 1 (finale B) |

## Ciclismo

### Su strada e Cross country
| Gara                     | Atleta             | Tempo       | Posizione |
| ------------------------ | ------------------ | ----------- | --------- |
| Corsa in linea maschile  | Gustav Larsson     | 6h 26'1"    | 24        |
| Corsa in linea maschile  | Thomas Löfkvist    | 6h 26'25"   | 38        |
| Corsa in linea maschile  | Marcus Ljungqvist  | 6h 34'26"   | 58        |
| Cronometro maschile      | Gustav Larsson     | 1h 02'44"79 |           |
| Corsa in linea femminile | Emma Johansson     | 3h 32'24"   |           |
| Corsa in linea femminile | Susanne Ljungskog  | 3h 32'52"   | 21        |
| Corsa in linea femminile | Sara Mustonen      | 3h 43'25"   | 56        |
| Cronometro femminile     | Emma Johansson     | 38'28"      | 21        |
| Cronometro femminile     | Susanne Ljungskog  | 36'33"      | 10        |
| Cross country maschile   | Fredrik Kessiakoff | 2h 03'09"   | 17        |
| Cross country maschile   | Emil Lindgren      | -2 giri     | 38        |

## Equitazione
| Gara        | Atleta                                                                         | Cavallo          | Dressage | Cross country | Salto       | Salto di finale | Totale      | Posizione   |
| ----------- | ------------------------------------------------------------------------------ | ---------------- | -------- | ------------- | ----------- | --------------- | ----------- | ----------- |
| Individuale | Dag Albert                                                                     | Tubber Rebel     | 65,60    | 27,60         |             |                 | 93,20       | 32          |
| Individuale | Linda Algotsson                                                                | Stand By Me      | 41,50    | 22,80         | 0           | 4               | 68,30       | 13          |
| Individuale | Viktoria Carlerbäck                                                            | Bally's Geronimo | 46,50    | 26,40         | abbandonato | abbandonato     | abbandonato | abbandonato |
| Individuale | Magnus Gällerdal                                                               | Keymaster        | 54,60    | 13,60         | abbandonato | abbandonato     | abbandonato | abbandonato |
| Individuale | Katrin Norling                                                                 | Pandora          | 52,00    | 16,00         | 5           | 8               | 81,00       | 22          |
| Squadre     | Dag Albert Linda Algotsson Viktoria Carlerbäck Magnus Gällerdal Katrin Norling | v.sopra          | 140      | 60,50         |             | 30              | 230,50      | 5           |

| Gara        | Atleta                                    | Cavallo     | Test   | Test | Special test | Special test | Freestyle | Freestyle | Totale | Totale |
| Gara        | Atleta                                    | Cavallo     | Punti  | Pos. | Punti        | Pos.         | Punti     | Pos.      | Punti  | Pos.   |
| ----------- | ----------------------------------------- | ----------- | ------ | ---- | ------------ | ------------ | --------- | --------- | ------ | ------ |
| Individuale | Jan Brink                                 | Briar       | 68,875 | 13   | 68,960       | 13           | 73,450    | 9         | 71,205 | 10     |
| Individuale | Patrik Kittel                             | Floresco    | 67,125 | 18   | 64,360       | 24           |           |           |        |        |
| Individuale | Tinne Vilhelmsson                         | Solos Carex | 66,042 | 23   | 69,240       | 11           | 71,450    | 12        | 70,345 | 12     |
| Squadre     | Jan Brink Patrik Kittel Tinne Vilhelmsson | v. sopra    |        |      |              |              |           |           | 67,347 | 5      |

| Gara        | Atleta                                                            | Cavallo     | Qualificazioni | Qualificazioni | Qualificazioni | Qualificazioni | Qualificazioni | Qualificazioni | Finale  | Finale  | Finale  | Finale  | Finale | Finale | Spareggio | Spareggio | Spareggio |
| Gara        | Atleta                                                            | Cavallo     | Turno 1        | Turno 1        | Turno 2        | Turno 2        | Turno 3        | Turno 3        | Turno A | Turno A | Turno B | Turno B | Totale | Totale | Spareggio | Spareggio | Spareggio |
| Gara        | Atleta                                                            | Cavallo     | Pen.           | Pos.           | Pen.           | Pos.           | Pen.           | Pos.           | Pen.    | Pos.    | Pen.    | Pos.    | Pen.   | Pos.   | Pen.      | Tempo     | Pos.      |
| ----------- | ----------------------------------------------------------------- | ----------- | -------------- | -------------- | -------------- | -------------- | -------------- | -------------- | ------- | ------- | ------- | ------- | ------ | ------ | --------- | --------- | --------- |
| Individuale | Rolf-Göran Bengtsson                                              | Ninja       | 4              | 30             | 0              | 8              | 4              | 8              | 0       | 1       | 0       | 1       | 0      | 1      | 4         | 38"39     |           |
| Individuale | Peter Eriksson                                                    | Jaguar Mail | 8              | 49             | 8              | 35             | 4              | 27             | 16      | 33      |         |         |        |        |           |           |           |
| Individuale | Helena Lundbäck                                                   | Erbblume    | 8              | 49             | 12             | 47             | 17             | 42             |         |         |         |         |        |        |           |           |           |
| Individuale | Lotta Schultz                                                     | Calibra II  | 5              | 29             | 5              | 26             | 20             | 40             | 4       | 11      | 13      | 11      | 17     | 18     |           |           |           |
| Squadre     | Rolf-Göran Bengtsson Peter Eriksson Helena Lundbäck Lotta Schultz | v. sopra    |                |                |                |                |                |                | 13      | 3       | 25      | 8       | 38     | 8      |           |           |           |

## Lotta
| Gara  | Atleta            | Tabellone principale                 | Tabellone principale | Tabellone principale | Tabellone principale | Ripescaggi | Ripescaggi                           | Ripescaggi                      |
| Gara  | Atleta            | Ottavi                               | Quarti               | Semifinali           | Finale               | Quarti     | Semifinali                           | Finale                          |
| ----- | ----------------- | ------------------------------------ | -------------------- | -------------------- | -------------------- | ---------- | ------------------------------------ | ------------------------------- |
| 48 kg | Sofia Mattsson    | Clarissa Chun (Stati Uniti) 1-2, 1-4 |                      |                      |                      |            |                                      |                                 |
| 55 kg | Ida-Theres Nerell | Saori Yoshida (Giappone) 1-3, 0-4    |                      |                      |                      |            | Natalia Golts (Russia) 1-0, 0-3, 1-0 | Tonya Verbeek (Canada) 0-1, 0-1 |
| 72 kg | Jenny Fransson    | Wang Jiao (Cina) 3-4, 0-6            |                      |                      |                      |            | Ali Bernard (Stati Uniti) 1-3, 0-3   |                                 |

| Gara   | Atleta         | Tabellone principale                       | Tabellone principale                | Tabellone principale                      | Tabellone principale              | Tabellone principale | Ripescaggi | Ripescaggi | Ripescaggi                                       |
| Gara   | Atleta         | Sedicesimi                                 | Ottavi                              | Quarti                                    | Semifinali                        | Finale               | Quarti     | Semifinali | Finale                                           |
| ------ | -------------- | ------------------------------------------ | ----------------------------------- | ----------------------------------------- | --------------------------------- | -------------------- | ---------- | ---------- | ------------------------------------------------ |
| 84 kg  | Ara Abrahamian | Kim Jung-Sub (Corea del Sud) 1-3, 1-1, 1-1 | Yunior Estrada (Cuba) 2-1, 1-1, 1-1 | Denis Forov (Armenia) 1-1, 0-3, 2-1       | Andrea Minguzzi (Italia) 1-1, 1-2 |                      |            |            | Mélonin Noumonvi (Francia) 4-0, 1-1 squalificato |
| 120 kg | Jalmar Sjöberg | Marek Mikulski (Polonia) 0-4, 5-0, 3-0     | Anton Botev (Azerbaigian) 2-0, 3-0  | Dremiel Byers (Stati Uniti) 0-3, 1-1, 1-1 | Mijail Lopez (Cuba) 0-3, 0-3      |                      |            |            | Yuri Patrikeev (Armenia) 1-2, 1-1, 0-3           |

Ara Abrahamian è stato privato della medaglia di bronzo in quanto, durante la premiazione, ha abbandonato il podio in segno di protesta per un presunto torto arbitrale durante il match di semifinale contro l'italiano Andrea Minguzzi; la medaglia non è stata riassegnata.

## Nuoto
| Gara                           | Atleta                                                                        | Batterie | Batterie | Semifinali | Semifinali | Finale  | Finale |
| Gara                           | Atleta                                                                        | Tempo    | Pos.     | Tempo      | Pos.       | Tempo   | Pos.   |
| ------------------------------ | ----------------------------------------------------------------------------- | -------- | -------- | ---------- | ---------- | ------- | ------ |
| 50 m stile libero              | Stefan Nystrand                                                               | 21"75    | 4        | 21"71      | 4          | 21"72   | 8      |
| 100 m stile libero             | Stefan Nystrand                                                               | 47"83    | 2        | 47"91      | 5          | 48"33   | 8      |
| 100 m stile libero             | Jonas Persson                                                                 | 48"51    | 15       | 48"59      | 13         |         |        |
| 200 m stile libero             | Christoffer Wikström                                                          | 1'49"84  | 38       |            |            |         |        |
| 100 m rana                     | Jonas Andersson                                                               | 1'01"77  | 31       |            |            |         |        |
| 100 m farfalla                 | Lars Frölander                                                                | 52"15    | 18       |            |            |         |        |
| 200 m farfalla                 | Simon Sjödin                                                                  | 1'57"75  | 26       |            |            |         |        |
| Staffetta 4x100 m stile libero | Stefan Nystrand Jonas Persson Marcus Piehl Petter Stymne Christoffer Wikström |          |          | 3'12"73    | 5          | 3'11"92 | 5      |
| Staffetta 4x100 m misti        | Jonas Andersson Lars Frölander Stefan Nystrand Simon Sjödin                   |          |          | 3'35"83    | 11         |         |        |

| Gara                           | Atleta                                                                                    | Batterie | Batterie | Semifinali | Semifinali | Finale       | Finale       |
| Gara                           | Atleta                                                                                    | Tempo    | Pos.     | Tempo      | Pos.       | Tempo        | Pos.         |
| ------------------------------ | ----------------------------------------------------------------------------------------- | -------- | -------- | ---------- | ---------- | ------------ | ------------ |
| 50 m stile libero              | Therese Alshammar                                                                         | 24"94    | 9        | 24"96      | 14         |              |              |
| 50 m stile libero              | Anna-Karin Kammerling                                                                     | 25"34    | 22       |            |            |              |              |
| 100 m stile libero             | Josefin Lillhage                                                                          | 54"07    | 10       | 54"59      | 11         |              |              |
| 200 m stile libero             | Josefin Lillhage                                                                          | 1'57"98  | 13       | 1'59"29    | 15         |              |              |
| 200 m stile libero             | Ida Marko-Varga                                                                           | 1'58"21  | 16       | 1'59"41    | 16         |              |              |
| 400 m stile libero             | Gabriella Fagundez                                                                        |          |          | 4'11"40    | 18         |              |              |
| 800 m stile libero             | Gabriella Fagundez                                                                        |          |          | 8'39"06    | 24         |              |              |
| 100 m dorso                    | Sarah Sjöström                                                                            | 1'02"38  | 29       |            |            |              |              |
| 100 m rana                     | Joline Höstman                                                                            | 1'07"91  | 8        | 1'08"26    | 9          |              |              |
| 100 m rana                     | Hanna Westrin                                                                             | 1'08"80  | 21       |            |            |              |              |
| 200 m rana                     | Joline Höstman                                                                            | 2'26"00  | 12       | 2'27"14    | 12         |              |              |
| 100 m farfalla                 | Sarah Sjöström                                                                            | 59"08    | 27       |            |            |              |              |
| 200 m farfalla                 | Petra Granlund                                                                            | 2'08"97  | 14       | 2'09"79    | 14         |              |              |
| Staffetta 4x100 m stile libero | Therese Alshammar Claire Hedenskog Anna-Karin Kammerling Josefin Lillhage Ida Marko-Varga |          |          | 3'40"52    | 11         |              |              |
| Staffetta 4x200 m stile libero | Gabriella Fagundez Petra Granlund Josefin Lillhage Ida Marko-Varga                        |          |          | 7'53"83    | 5          | 7'59"83      | 8            |
| Staffetta 4x100 m misti        | Joline Höstman Ida Marko-Varga Sarah Sjöström Hanna Westrin                               |          |          | 4'02"12    | 7          | squalificate | squalificate |
| Fondo 10 km                    | Eva Berglund                                                                              |          |          |            |            | 2h 01'05"0   | 18           |

## Pallamano

### Torneo femminile
La nazionale svedese si è qualificata per i Giochi nel primo torneo preolimpico.

#### Squadra
La squadra era formata da:
- Madeleine Grundström (portiere)
- Therese Bengtsson (portiere)
- Matilda Boson (ala sinistra)
- Tina Flognman (pivot)
- Sara Holmgren (pivot)
- Johanna Wiberg (pivot)
- Annika Wiel Fredén (ala destra)
- Teresa Utković (ala destra)
- Linnea Torstensson (terzino sinistro)
- Isabella Gulldén (centrale)
- Johanna Ahlm (centrale)
- Sara Eriksson
- Therese Islas Helgesson
- Jessica Enström
- Frida Toveby

#### Prima fase
| Arbitro: | Licis (LAT), Stolarovs (LAT) |

|                   |           |                   |
| Verten, Gorbicz 7 | Marcatori | Islas Helgesson 6 |

| Arbitro: | Din (ROU), Dinu (ROU) |

|               |           |         |
| Wiel Freden 6 | Marcatori | Turey 6 |

| Arbitro: | Baum (POL), Goralczyk (POL) |

|            |           |               |
| An, Park 7 | Marcatori | Ahlm, Boson 6 |

| Arbitro: | Bord (FRA), Buy (FRA) |

|                 |           |        |
| Althaus, Worz 5 | Marcatori | Ahlm 7 |

| Arbitro: | Bord (FRA), Buy (FRA) |

|        |           |         |
| Ahlm 7 | Marcatori | Rosas 5 |

| Squadra          | Giocate | Vinte | Pareggiate | Perse | Gol fatti | Gol subiti | Differenza reti | Punti |
| ---------------- | ------- | ----- | ---------- | ----- | --------- | ---------- | --------------- | ----- |
| 1. Russia        | 5       | 4     | 1          | 0     | 148       | 125        | +23             | 9     |
| 2. Corea del Sud | 5       | 3     | 1          | 1     | 155       | 127        | +28             | 7     |
| 3. Ungheria      | 5       | 2     | 1          | 2     | 129       | 142        | -13             | 5     |
| 4. Svezia        | 5       | 2     | 0          | 3     | 102       | 112        | -10             | 4     |
| 5. Brasile       | 5       | 1     | 1          | 3     | 94        | 104        | -10             | 3'    |
| 6. Germania      | 5       | 1     | 0          | 4     | 127       | 145        | -18             | 2     |

#### Seconda fase
Quarti di finale
| Arbitro: | Baum (POL), Goralczyk (POL) |

|                  |           |              |
| Larsen, Lybekk 6 | Marcatori | Torstenson 6 |

Semifinale 5º-8º posto
| Arbitro: | Karbas-Chi (IRI), Kolahdouzan (IRI) |

|              |           |           |
| Torstenson 6 | Marcatori | Wang S. 5 |

Finale 7º-8º posto
| Arbitro: | Elmoamli (EGY), Shaban Ali (EGY) |

|           |           |                   |
| Gullden 9 | Marcatori | Meirosu, Stanca 6 |

## Pugilato
| Gara              | Atleta          | Sedicesimi                     | Ottavi | Quarti | Semifinali | Finale |
| ----------------- | --------------- | ------------------------------ | ------ | ------ | ---------- | ------ |
| Pesi medi         | Naim Terbunja   | Matvey Korobov (Russia) 6-18   |        |        |            |        |
| Pesi mediomassimi | Kennedy Katende | Artur Beterbiyev (Russia) 3-15 |        |        |            |        |

## Scherma
| Gara              | Atleta          | Turno 1                         | Sedicesimi                            | Ottavi                            | Quarti | Semifinali | Finale |
| ----------------- | --------------- | ------------------------------- | ------------------------------------- | --------------------------------- | ------ | ---------- | ------ |
| Spada individuale | Emma Samuelsson | Tatiana Logounova (Russia) 15-6 | Hajnalka Kiraly Picot (Francia) 15-13 | Britta Heidemann (Germania) 10-15 |        |            |        |

## Taekwondo
| Gara   | Atleta              | Tabellone principale      | Tabellone principale                     | Tabellone principale | Tabellone principale | Ripescaggi                      | Ripescaggi                      |
| Gara   | Atleta              | Ottavi                    | Quarti                                   | Semifinali           | Finale               | Semifinali                      | Finale                          |
| ------ | ------------------- | ------------------------- | ---------------------------------------- | -------------------- | -------------------- | ------------------------------- | ------------------------------- |
| 49 kg  | Hanna Zajc          | Ivett Gonda (Canada) 2-0  | Wu Jingyu (Cina) 1-8                     |                      |                      | Mildred Alango (Kenya) 2-2(SUP) |                                 |
| +67 kg | Karolina Kedzierska | Rosana Simón (Spagna) 4-1 | María del Rosario Espinoza (Messico) 2-4 |                      |                      | Khaoula Ben Hamza (Tunisia) 5-4 | Natalia Falavigna (Brasile) 2-5 |

## Tennis
| Gara                | Atleta                         | Trentaduesimi                             | Sedicesimi                                    | Ottavi                                          | Quarti                                                   | Semifinali                                               | Finale                                                     |
| ------------------- | ------------------------------ | ----------------------------------------- | --------------------------------------------- | ----------------------------------------------- | -------------------------------------------------------- | -------------------------------------------------------- | ---------------------------------------------------------- |
| Singolare maschile  | Thomas Johansson               | Jarkko Nieminen (Finlandia) 4-6, 6-4, 6-4 | Michail Južnyj (Russia) 5-7, 2-6              |                                                 |                                                          |                                                          |                                                            |
| Singolare maschile  | Jonas Björkman                 | Lleyton Hewitt (Australia) 5-7, 62-7      |                                               |                                                 |                                                          |                                                          |                                                            |
| Singolare maschile  | Robin Söderling                | Gilles Simon (Francia) 4-6, 4-6           |                                               |                                                 |                                                          |                                                          |                                                            |
| Doppio maschile     | Simon Aspelin Thomas Johansson |                                           | Paul Hanley Jordan Kerr (Australia) 7-67, 6-3 | Nicolás Almagro David Ferrer (Spagna) 7-66, 6-4 | Mariusz Fyrstenberg Marcin Matkowski (Polonia) 7-65, 6-4 | Arnaud Clément Michaël Llodra (Francia) 7-66, 4-6, 19-17 | Roger Federer Stan Wawrinka (Svizzera) 3-6, 3-6, 7-64, 3-6 |
| Doppio maschile     | Jonas Björkman Robin Söderling |                                           | Rafael Nadal Tommy Robredo (Spagna) 3-6, 3-6  |                                                 |                                                          |                                                          |                                                            |
| Singolare femminile | Sofia Arvidsson                | Tamarine Tanasugarn (Thailandia) 6-2, 6-1 | Elena Dement'eva (Russia) 3-6, 4-6            |                                                 |                                                          |                                                          |                                                            |

## Tennis tavolo
| Gara             | Atleta         | Preliminari | Turno 1                                                                | Turno 2                                                                   | Turno 3                                                   | Turno 4                                                                          | Quarti                                                       | Semifinali                                         | Finale                                          |
| ---------------- | -------------- | ----------- | ---------------------------------------------------------------------- | ------------------------------------------------------------------------- | --------------------------------------------------------- | -------------------------------------------------------------------------------- | ------------------------------------------------------------ | -------------------------------------------------- | ----------------------------------------------- |
| Singolo maschile | Jens Lundqvist | bye         | William Henzell (Australia) 2-4 (13-15, 9-11, 11-8, 11-5, 10-12, 3-11) |                                                                           |                                                           |                                                                                  |                                                              |                                                    |                                                 |
| Singolo maschile | Jörgen Persson | bye         | bye                                                                    | Aleksandar Karakašević (Serbia) 4-2 (11-8, 8-11, 12-10, 8-11, 11-8, 11-7) | Cheung Yuk (Hong Kong) 4-1 (11-9, 11-7, 11-4, 9-11, 11-2) | Vladimir Samsonov (Bielorussia) 4-3 (7-11, 8-11, 11-9, 11-13, 11-7, 12-10, 11-9) | Zoran Primorac (Croazia) 4-1 (7-11, 11-6, 11-8, 14-12, 11-9) | Wang Hao (Cina) 1-4 (9-11, 9-11, 11-9, 7-11, 9-11) | Wang Liqin (Cina) 0-4 (11-13, 2-11, 5-11, 9-11) |

### Gara a squadre maschile
La squadra maschile era formata da Pär Gerell, Jens Lundqvist e Jörgen Persson.

#### Prima fase
| 13 agosto 2008 | Corea del Sud | 3 – 0 | Svezia |  |

| 13 agosto 2008 | Taipei cinese | 3 – 2 | Svezia |  |

| 14 agosto 2008 | Svezia | 3 – 0 | Brasile |  |

| Squadra       | P.ti | G | V | P | GV | GP |
| ------------- | ---- | - | - | - | -- | -- |
| Corea del Sud | 6    | 3 | 3 | 0 | 9  | 2  |
| Taipei cinese | 5    | 3 | 2 | 1 | 7  | 6  |
| Svezia        | 4    | 3 | 1 | 2 | 5  | 6  |
| Brasile       | 3    | 3 | 0 | 3 | 2  | 9  |

## Tiro
| Gara                 | Atleta           | Qualificazioni | Qualificazioni | Finale    | Finale       | Finale |
| Gara                 | Atleta           | Punteggio      | Pos.           | Punteggio | Punt. totale | Pos.   |
| -------------------- | ---------------- | -------------- | -------------- | --------- | ------------ | ------ |
| Double trap maschile | Håkan Dahlby     | 135            | 10             |           |              |        |
| Skeet femminile      | Nathalie Larsson | 69             | 6              | 23        | 92(+2)       | 4      |

## Tiro con l'arco
| Gara                 | Atleta           | Turno di qualificazione | Turno di qualificazione | Turno 1                                   | Turno 2                            | Ottavi | Quarti | Semifinali | Finale |
| Gara                 | Atleta           | Punteggio               | Pos.                    | Turno 1                                   | Turno 2                            | Ottavi | Quarti | Semifinali | Finale |
| -------------------- | ---------------- | ----------------------- | ----------------------- | ----------------------------------------- | ---------------------------------- | ------ | ------ | ---------- | ------ |
| Individuale maschile | Magnus Petersson | 646                     | 49                      | Crispin Duenas (Canada) 108(+19)-108(+18) | Maksim Kunda (Bielorussia) 110-112 |        |        |            |        |

## Triathlon
| Gara           | Atleta      | Nuoto  | Ciclismo  | Corsa  | Tempo totale | Posizione |
| -------------- | ----------- | ------ | --------- | ------ | ------------ | --------- |
| Gara femminile | Lisa Nordén | 20'56" | 1h 05'26" | 35'05" | 2h 02'27"47  | 18        |

## Tuffi
| Gara             | Atleta        | Preliminari | Preliminari | Semifinale | Semifinale | Finale | Finale |
| Gara             | Atleta        | Punti       | Pos.        | Punti      | Pos.       | Punti  | Pos.   |
| ---------------- | ------------- | ----------- | ----------- | ---------- | ---------- | ------ | ------ |
| Trampolino 3 m   | Anna Lindberg | 294,75      | 12          | 324,70     | 9          | 342,15 | 6      |
| Piattaforma 10 m | Elina Eggers  | 309,45      | 16          | 315,45     | 9          | 285,85 | 12     |

## Vela
| Gara                   | Atleta                            | Regata | Regata | Regata | Regata | Regata | Regata | Regata | Regata | Regata | Regata     | Regata | Regata | Regata     | Regata     | Regata     | Punteggio | Pos. |    |
| Gara                   | Atleta                            | 1      | 2      | 3      | 4      | 5      | 6      | 7      | 8      | 9      | 10         | 11     | 12     | 13         | 14         | 15         | Punteggio | Pos. | M  |
| ---------------------- | --------------------------------- | ------ | ------ | ------ | ------ | ------ | ------ | ------ | ------ | ------ | ---------- | ------ | ------ | ---------- | ---------- | ---------- | --------- | ---- | -- |
| Laser maschile         | Rasmus Myrgren                    | 7      | 16     | 8      | 2      | 8      | 13     | 22     | 7      | 2      | cancellata |        |        |            |            |            | 20        | 83   | 6  |
| Laser Radial femminile | Karin Söderström                  | 19     | 19     | 4      | 25     | 9      | 18     | 29 OCS | 5      | 8      | cancellata |        |        |            |            |            |           | 107  | 14 |
| 470 maschile           | Anton Dahlberg Sebastian Östling  | 16     | 18     | 2      | 5      | 30 BFD | 20     | 17     | 13     | 14     | 6          |        |        |            |            |            |           | 111  | 15 |
| 470 femminile          | Vendela Santén Therese Torgersson | 10     | 14     | 18     | 20 DSQ | 19     | 8      | 5      | 14     | 5      | 8          |        |        |            |            |            |           | 101  | 15 |
| Star                   | Anders Ekstrom Fredrik Lööf       | 1      | 4      | 15     | 3      | 6      | 1      | 8      | 2      | 1      | 7          |        |        |            |            |            | 20        | 53   |    |
| Finn                   | Daniel Birgmark                   | 14     | 17     | 1      | 6      | 12     | 3      | 3      | 5      |        |            |        |        |            |            |            | 14        | 58   | 4  |
| 49er                   | Jonas Lindberg Kalle Torlen       | 16     | 18     | 2      | 17     | 12     | 16     | 17     | 14     | 19     | 16         | 16     | 20 OCS | cancellate | cancellate | cancellate |           | 163  | 18 |